# 688

## Догађаји
- Византијско-бугарски рат: цар Јустинијан II покреће балкански поход и маршира кроз Тракију, где обнавља византијску власт. Он успоставља тематску администрацију, и протерује многе Бугаре и Словене на Опсичку тему (Мала Азија).
- Цар Јустинијан II поново успоставља византијско насеље на Кипру, потписујући уговор са омејадским калифом Абд ал-Маликом, плаћајући годишњи данак за заједничку окупацију острва.
- Краљ Перктарит од Лангобарда је убијен завером, после 17-годишње владавине. Наследио га је син Куниперт, који је крунисан за владара Ломбардског краљевства у Италији.
- Алахис, војвода од Бреше, започиње грађански рат у северној Италији. Он опседа Куниперта на острву у језеру Комо (Ломбардија), који избија са пијемонтским трупама.
- Краљ Кедвала од Весекса абдицира са престола и одлази на ходочашће у Рим, вероватно због рана које је задобио током борби на острву Вајт. Вакуум моћи попуњава Ине, син његовог другог рођака, подкраља Коенреда од Дорсета.
- Краљ Етелред од Мерсије успоставља доминацију Мерсија над већим делом јужне Енглеске. Он поставља Освина, малолетног члана кентске краљевске породице (други рођак краља Едрика), за краља Кента. Принц Свефхеард од Есекса добија Западни Кент.